# بایو (کمون)
بایو (به فرانسوی: Baillou) یک کمون (فرانسه) در فرانسه است که در canton of Mondoubleau واقع شده‌است. بایو ۱۹٫۸۵ کیلومتر مربع مساحت دارد ۱۵۲ متر بالاتر از سطح دریا واقع شده‌است.